# Anton Šerf
Anton Šerf (korabeli írásmód szerint Scherf) (Dedenitz, 1798. május 17. – Michalofzen, 1882. június 19.) szlovén római katolikus pap, író, költő, homiléta.

## Élete
A történelmi Magyarország közvetlen szomszédságában született Dedenitzen (szlovénul Dedonci, régi magyar nevén Dedonecz), amely a muravidéki Kőhida szomszédságában van. Szülei földművesek voltak, név szerint Šümen Šerf és Marjeta Pokan. Igen jó kapcsolatuk volt a magyarországi szlovénokkal, a falubéliek gyakran jártak át Magyarországra is. A község napjainkra már teljesen elnémetesedett.
Már igen korán Peter Dajnko hatása alá került, aki a stájerországi szlovén vidékek egyik fontos értelmisége volt és a helyi nyelvjárások alapján új irodalmi nyelv létrehozását tűzte ki célul, ami nagyon hasonlított a szomszédos vend nyelvre. 1817-től a marburgi (maribori) gimnáziumban tanult, 1822-től 1828-ig pedig a grazi líceumban. Káplánkodott Maria Rastban (ma Ruše, Szlovénia), Halbenreinben, Feldbach mellett, Sankt Georgban (ma Sveti Jurij), Ormosdon, Polstrauban (ma Središče), Sankt Jakobban (ma Spodnji Jakobski Dol), s végül Zirkulanéban (ma Cirkulane). 1845-től a Mihalofzen (ma Mihalovci) melletti Svetinje plébánia plébánosa 1876-ban történt nyugdíjazásáig, de még haláláig a településen élt.

## Munkássága
Šerf az ausztriai katolikus felvilágosodás kései alakjai közé tartozik, aki főleg Dajnko irányvonalát követte és átvette az általa kifejlesztett helyesírást is, de nyelvezete érzékelhető eltérést mutat a Dajnkó-féle szlovén nyelvtől. Šerf előnyben részesíti saját nyelvjárását. Prédikációs és vallásos erkölccsel foglalkozó könyvet adott ki, utóbbit bibliai történetek felhasználásával állította össze. Félig szépirodalmi, félig vallásos tartalmú verseskötetet is kiadott, de csak egy kötetnyi verset sikerült megjelentetnie. A verseket német és latin nyelvből fordította le. Műveivel ellenben nem sikerült népszerűségre tennie a nép között. Dajnko kulturális köréhez ellenben végig hű maradt, így amikor Anton Martin Slomšek püspök eltiltja a Dajnko-ábécé és nyelv használatát, ő magánemberként továbbra is használja. Jó barátságban volt Oroslav Caf nyelvésszel, aki kapcsolatokat ápolt Kossics Józseffel Magyarországon. Cafnak szótára összeállításánál segítséget nyújtott.
Šerfnek nem volt felhőtlen a viszonya a hívekkel egyik plébánián sem, ahol papi szolgálatát teljesítette. Bár remek prédikációkat írt, de az emberek felrótták neki, hogy a szószékon nem beszél elég hangosan, beszéde nehezen érthető és vontatott. Talán ez is hozzájárult ahhoz, hogy nem tudta kellőképp terjeszteni műveit az emberek között.

## Művei
- Pad no zdig чloveka (Az ember bukása és talpraállása), 1832
- Predge na vse nedele no svetke celega kerȣŋko-katolȣkega cirkvenega leta (Prédikációk minden vasárnapra és ünnepre az egész keresztény-katolikus egyházi évben) 1835.
- Cvetŋak ali roxŋek (Kertecske), 1835

## Külső hivatkozások
- Šerf, Anton (1798-1882) – Slovenski biografski leksikon